# Stoletý stařík, který vylezl z okna a zmizel
Stoletý stařík, který vylezl z okna a zmizel (švédsky Hundraåringen som klev ut genom fönstret och försvann) je humoristický román švédského spisovatele Jonase Jonassona z roku 2009. Jedná se o první autorovu knihu, ve které na pozadí jednoho dlouhého a nevšedního života zachycuje důležité historické události 20. století s humorem a nadsázkou. Román se hned po uvedení na trh stal bestsellerem a byl přeložen do více než 40 jazyků.

## Stručný děj
Ve švédském domě s pečovatelskou službou se připravuje oslava stých narozenin jednoho z jeho obyvatel, Alana Каrlssona, ale jubilant uteče oknem v přezůvkách a skrývá se neznámo kde. Na nejbližší autobusové zastávce se shodou okolností stává majitelem kufru plného peněz z prodeje drog a odjíždí do neznáma. Uprchlíka pronásledují bandité, a pak i policie a na jeho další cestě za dobrodružstvím mu pomáhají noví přátelé.

### Román v románu
Kromě pokračování dobrodružného života stoletého Alana Karlssona v současnosti jsou v románu popsány fantastické minulé epizody z jeho dlouhého života. Z nich vyplývá, že Karlsson pomohl vytvořit atomovou bombu v Los Alamos, spřátelil se s Harry S. Trumanem a generálem Frankem, poznal Josefa Vissarionoviče Stalina, Kim Čong-ila, Mao Ce-tunga, Kim Ir-sena, Lyndona Johnsona, Charlese de Gaulla a manželku Čankajška Sung Mej-ling. Zmařil atentát proti Winstonu Churchillovi a byl v zákulisí účastníkem mnoha z klíčových událostí dvacátého století. Setkal se s fyzikem Robertem Oppenheimerem, aktivně se účastnil španělské občanské války, čínské občanské války, zažil přechod přes Himálaj a vězení v Teheránu, pět let strávil v sovětském gulagu ve Vladivostoku, zapletl se do korejské války či do pouličních nepokojů v Paříži v roce 1968.

### Charakteristika hlavní postavy
Alan Karlsson je stoletý stařík ze švédského městečka poblíž Stockholmu, kde se narodil a kde prožil své stáří. I přes to, že v knize spáchá mnohé zločiny, je tato fiktivní knižní postava považována za kladnou. Alan Karlsson je po celý svůj život velmi pozitivní, optimistická, vtipná a extrovertní osobnost. Jeho vlastnosti a povaha mu získávají mnoho přátel, a to včetně slavných osobností, od amerického prezidenta po prodavače ve stánku s občerstvením. Jako malý chlapec rád experimentoval a sám zkoumal svět. Ve svém stáří má už šedé vlasy a není tak hbitý, ale má v sobě pořád toho malého kluka, kterým byl. Je expertem na výbušniny. Nikdy se údajně nezajímal o politiku. Jeho pravděpodobně nejoblíbenějším citátem je „Je tak, jak je, a bude tak, jak bude“.

## Audiokniha
V roce 2009 vyšla kniha v audioformátu v přednesu švédského herce Björna Granatha. V roce 2012 vyšla česky zároveň s tištěnou verzí (což bylo vůbec poprvé na českém knižním trhu) ve vydavatelství Panteon v interpretaci herce Martina Stránského.

## Filmová adaptace

Logo filmu

V roce 2013 natočil režisér Felix Herngren podle knižní předlohy stejnojmenný film s Robertem Gustafssonem v hlavní roli. Snímek natočený v mezinárodní koprodukci byl uveden v roce 2014 na Berlínském mezinárodním filmovém festivalu v sekci Berlinale Special.

## Ocenění
- 2010 Stora Ljudbokspriset (audiokniha)[6]